# Sedliště (Jimramov)
Sedliště (německy Sedlischt) jsou osada městyse Jimramova, leží na levém, českém břehu řeky Svratky, v Kraji Vysočina, okrese Žďár nad Sázavou.

## Historie
V písemných pramenech se Sedliště poprvé objevují v roce 1474, a to v listině, jíž král Vladislav Jagellonský potvrzuje privilegia městu Poličce.
Název obce vznikl z podstatného jména sedliště = místo, kde se někdo usadil, místo osazení.
Po konfiskaci majetku města Poličky v roce 1547, protože se zúčastnila odporu proti králi Ferdinandu I., připadla obec pod rychmburské panství a Polička je vykoupila znovu roku 1558. Sedliště byly, s výjimkou let 1620-1628, součástí poličského panství až do roku 1848. Poté se obec stala součástí okresu Polička. V letech 1869–1880 byla součástí obce Trhonice, poté samostatná až do roku 1965, kdy se stala obec součástí Jimramova.
Počátkem 20. století byl v obci lihovar a tírna lnu.
| Rok            | 1869 | 1880 | 1890 | 1900 | 1910 | 1921 | 1930 | 1950 | 1961 | 1970 | 1980 | 1991 | 2001 |
| Počet obyvatel | 231  | 287  | 281  | 263  | 271  | 280  | 267  | 176  | 174  | 152  | 138  | 131  | 125  |

## Pamětihodnosti
- Kaple svatého Václava – prostá plochostropá stavba, nad vchodem má letopočet 1852. Visí zde zvon z roku 1923. Je zde i pamětní deska padlým ve světové válce.
- Vedle kaple stojí kamenný kříž z roku 1894.
- V obci se zachovala řada památek lidového stavitelství, usedlost čp. 25 je chráněna jako kulturní památka České republiky